# Château de Beauregard (Cléguérec)
Pour les articles homonymes, voir Château de Beauregard.
Le château de Beauregard est une demeure de Cléguérec (Morbihan).

## Localisation
Le château est situé au lieu-dit Beauregard, à environ 3,8 km à vol d'oiseau au sud-est du bourg de Cléguérec et 3,4 km au nord-ouest de l'écart de Stival, en Pontivy.

## Histoire
L'actuel château prend place sur un ancien terrain noble attesté dès la fin du XIVe siècle. Un premier logis est construit en 1703 par la famille Charpentier, accompagné de divers communs durant le XVIIIe siècle, dont une chapelle consacrée en 1730. Propriété de la famille de Kergariou à la fin du XIXe siècle, le domaine est vendu à l'ingénieur agronome Fernard Ridel en 1903,.
Tandis qu'il modernise les installations agricoles, ce dernier décide de faire construire un nouveau corps de logis à proximité du manoir primitif,. La construction est confiée à l'architecte Lucien Roy,, qui la termine en 1907,.
Le domaine est réquisitionné en 1943 pour accueillir l'école Jules-Simon évacuée de Lorient.
À la mort de Fernand Ridel, en 1970, le domaine passe à sa fille Madeleine, qui en fait don à sa congrégation des Sœurs de Saint-Joseph de Cluny. Le logis initial est détruit en 1975 pour laisser place à la maison de la congrégation « Ty Mamm Doué » deux ans plus tard.
En 1976, les religieuses y accueillent une maison de convalescence pour l'hôpital de Bréhan-Loudéac. Celle-ci ferme toutefois en 2007, la mise aux normes étant trop onéreuse pour la congrégation. Le château est alors mis en vente, en 2011. Un temps promis à la démolition, il est racheté par Patrick Maillard. Rénové et remis aux normes, il devient chambre d'hôtes en 2015.
L'activité chambre d'hôtes a cessé en 2019 et il est à nouveau propriété de la congrégation.
Le château est labellisé « Patrimoine du XXe siècle » depuis le 20 juin 2000.

## Description
Le château affecte un plan dissymétrique et arbore une architecture éclectique, où se mêlent styles néo-gothique, classique et régionaliste. Il comporte un unique étage de vie, coiffant un rez-de-chaussée surélevé. Deux niveaux de combles, le dernier étant percé de lucarnes rampantes, en complètent l'architecture intérieure. Le toit est à deux pans et couvert d'ardoises.
Le rez-de-chaussée est bâti en granite, avec chaîne d'angle en pierre de taille. L'entrée principale, dans la façade occidentale, est encadrée de deux avant-corps. Les pièces du rez-de-chaussée comprennent les pièces de service, côté est, et les pièces de réception, côté ouest. Au nord-ouest de l'édifice est accolée une serre à toit bombé.
Les pavillons d'entrée sont construits suivant le style Art nouveau.